# Justicia gladiatotheca
Justicia gladiatotheca är en akantusväxtart som beskrevs av Champl.. Justicia gladiatotheca ingår i släktet Justicia och familjen akantusväxter. Inga underarter finns listade i Catalogue of Life.